# 코스토보키족

북쪽으로 코스토보키족이 보이는 로마령 다키아의 지도.

코스토보키족 (Costoboci; 라틴어: Costoboci, Costobocae, Castabocae, Coisstoboci, 고대 그리스어: Κοστωβῶκοι, Κοστουβῶκοι, Κοιστοβῶκοι 혹은 Κιστοβῶκοι)은 로마 제국 시대 기간 카르파티아산맥과 드네스트르강 사이에 있었던 다키아 부족 중 하나이다. 마르코만니 전쟁 동안 코스토보키족은 서기 170년 혹은 171년에 로마 제국을 침입하여 저 멀리 중부 그리스까지 이르는 발칸반도 지역을 약탈을 벌이다 로마 제국에 격퇴당하였다. 얼마 안 있어 코스토보키족의 영토는 반달족계 하스딩기족에게 공격을 받아 점령당하였고 코스토보키족은 서기 400년경에 쓰인 후기 로마 작가 암미아누스 마르켈리누스의 언급을 제외하고는 현존하는 사료에서 사라졌다.

## 어원
코스토보키족의 명칭은 라틴어로는 Costoboci, Costobocae, Castaboci, Castabocae, Coisstoboci}} 그리고 고대 그리스어로는 고대 그리스어: Κοστωβῶκοι, Κοστουβῶκοι, Κοιστοβῶκοι 등 다양한 표기법으로 나타내어졌다
Ion I. Russu에 의하면, 이 명칭은 '빛나는 것'를 의미하는 트라키아어 합성어라고 한다. 첫 번째 요소는 '보이다, 보다, 보여지다' 등을 뜻하는 인도유럽조어 어근 kʷek̂-, kʷōk̂-에서 유래한 완료 수동태 Cos-to-이고, 두 번째 요소는 '빛나는'을 뜻하는 인도유럽조어 bhā-, bhō-에서 비롯한 것이고, 어미에 -k-가 추가된 것이라고 한다. Ivan Duridanov는 어원이 불분명한 다키아어 명칭이라 여겼다.
일부 학자들은 코스토보키족이 켈트어 어원을 지녔다고 주장한다.
N.B. Georgiev는 인도유럽의 어근을 기반으로 한 모든 어원들 (이른바 Wurzeletymologien)이 '과학적 기준이 전혀 없다'라고 보았다: 인도유럽조어 어근들 그 자체들은 재구성된 것이고, 필연적으로 불완전하며 몇몇 인도유럽어들에 여러 파생어를 지닐 수 있다. 이 경우에, 코스토보키라는 명칭은 트라키아어 말고 다른 언어들에서 '빛나는 것'을 의미할 수도 있고 (예를 들어 이란어군이나 켈트어군) Russu가 추측한 어근들보다는 다른 어근들을 가질 수도 있다. 예시로, 코스토보키라고 발음되는 것을 세르비아어 (또는 크로아티아어)에서는 '뼈를 찌르는 사람들'이라고 읽는다.

## 영역

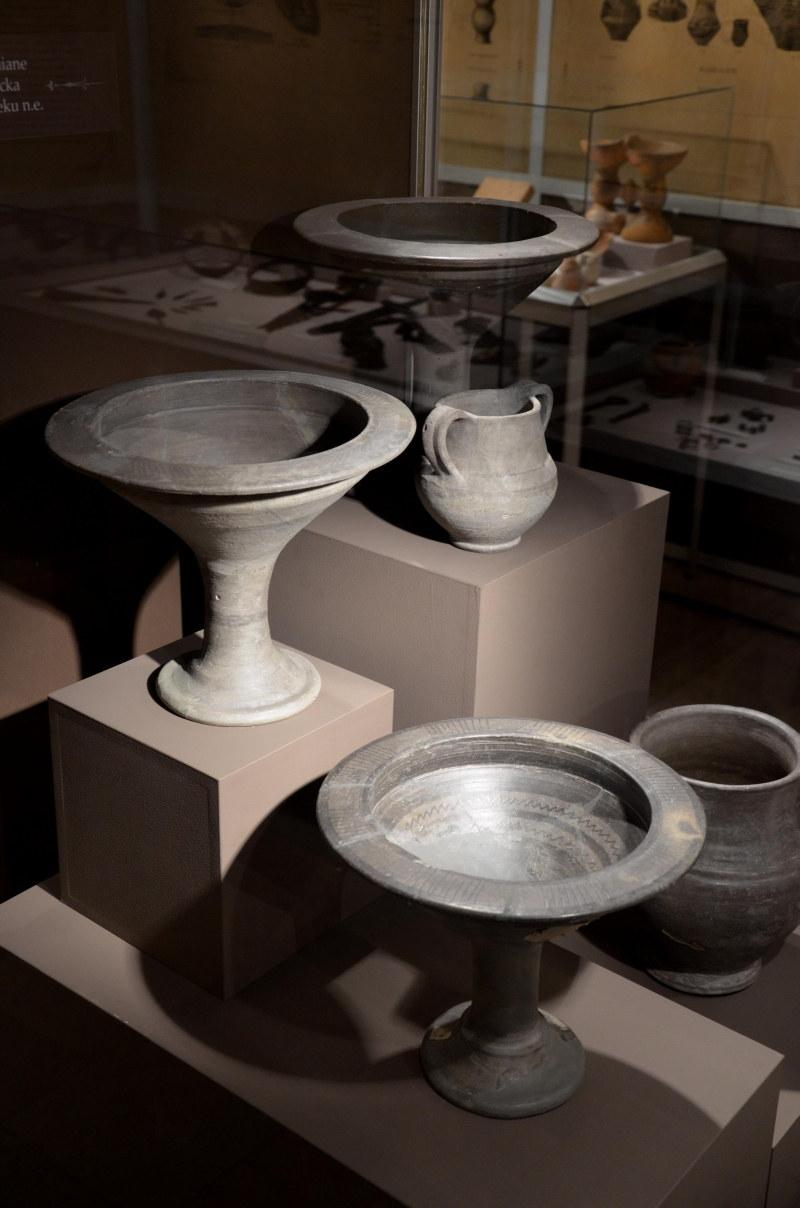
일부 학자들에 따르면 코스토보키족과 관련됐다고 하는, 2세기 리피차 문화권의 도기 (크라쿠프 고고학 박물관).

현대 주류 학계에서는 코스토보키족을 로마령 다키아의 북쪽 혹은 북동쪽에 있었다고 본다. 일부 학자들은 이 부족에 대한 가장 최초의 언급을 서기 77년경에 발행된 대 플리니우스의 '박물지'로 보는데, 여기서 '코스토바키'(Cotobacchi)라고 하는 이름의 사르마티아족계 부족이 돈강 유역에 거주한다고 언급된다. 이밖에 학자들은 이 추정에 대해 의문을 제기하며 코스토바키족은 별개의 부족이라고 생각한다.
암미아누스 마르켈리누스는 서기 400년경에 쓰인 저서에서 코스토보키족을 옛 로마의 다키아 속주 북동쪽으로 보이는, 드네스트르강과 도나우강 사이에 있다고 하였다. 그리스 지리학자 프톨레마이오스는 저서 '지리학'(서기 135년과 143년 사이 출판)에서 코스토보키족이 다키아 북서쪽이나 북동쪽에 거주한다고 나타낸 것으로 보인다. 추가적으로, 일부 학자들은 카르파티아산맥 북쪽에 위치했고 프톨레마이오스가 '트란스몬타노이'(Transmontanoi, 산맥 너머의 사람들)라고 부르던 사람들이 다키아인계 코스토보키족과 같다고 본다.

## 물질 문화

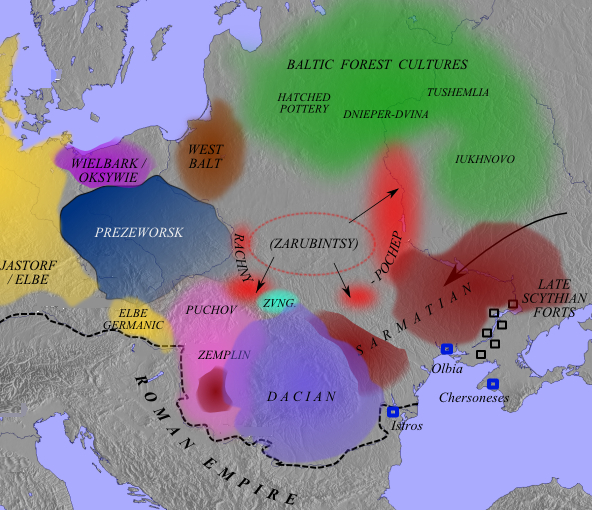
서기 1세기 말 동유럽의 고고학 문화권들. 리피차 문화는 다키아 문화권의 북쪽에 위치했다.

일부 학자들은 코스토보키족을 리피차 문화와 관련시킨다. 그렇지만 코스토보키족을 이 물질 문화와 연관시키는 것을 꺼려하는 Roger Batty는 리피차 문화가 코스토보키족의 하위집단 중 하나이거나 코스토보키족이 지배하였던 일부 어떤 집단이라고 주장하였다. 리피차 문화는 후기 라텐 문화 시대에 드네스트르강 상류의 카르파티아산맥 북쪽과 프루트강 유역에서 발전하였다.
이 문화권의 사람들은 정주 방식의 생활을 하였고 농사, 목축, 제철, 도기 제조 등을 하였다. 취락들은 요새화되지 않았고 수혈주거식 주택, 지면 건축물, 저장용 구덩이, 난로, 오븐, 가마 등을 갖추고 있었다. 로마 이전 다키아의 도기들과 형태와 장식 면에서 유사성을 보이는, 물레를 사용하거나 손으로 만든 다양한 유형의 도기들이 출토되었다. 졸로타리파강 상류 유역 내 리피차 북쪽에서 출토된 도기들은 자루비네츠카 문화의 도기들과 유사하다. 무덤들은 취락 인근에서 발견되었고 주요 장례 방식은 화장으로, 평평한 무덤에 재가 담긴 납골 단지를 묻는 방식이지만, 일부 매장이 이뤄진 무덤들도 발굴되었다.

## 명명학

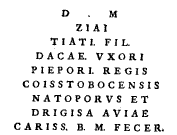
ILS 854, 코스토보키족의 왕 피에포루스의 아내인 지아 혹은 지아이스에게 헌정된 로마의 비문.

서기 2세기경의 것으로 추정되는, 로마에서 발견된 라틴어로 된 한 장례 비문은 코스토보키족의 왕 피에포루스의 아내이자 티아투스의 딸인 다키아인 지아 혹은 지아이스에게 헌정된 비문이다. 이 비문은 지아의 손주들인 나토포루스(Natoporus)와 드리기사(Drigisa)가 세운 것이다. 이 금석문은 이탈리아 출신 학자 마리안젤로 아코르소가 16세기에 처음으로 출판물을 통해 공개했으나, 현재는 사라진 상황이다.

### 비문 원문
D(is) M(anibus)

ZIAI

TIATI FIL(iae)

DACAE. UXORI

PIEPORI. REGIS

COISSTOBOCENSIS

NATOPORUS ET

DRIGISA AVIAE

CARISS(imae) B(ene) M(erenti) FECER(unt)

### 해석
"사망하신 자. 코스토보키족의 왕 피에포루스의 아내이자 티아투스의 딸인 다키아인 지아(이스)에게 (헌정). 나토포루스와 드리기사가 가장 친애하고, 존중받아 마땅한 조모를 위하여 (이 기념비를) 만듦."

### 명칭 분석
- 드리기사(Drigisa): 트라키아어[33][34] 또는 다키아어[35][36][37][38]식 이름이다. 이 명칭은 모이시아 인페리오르 속주의 로마인 퇴역 병사 '아우렐리우스 드리기사'(Aurelius Drigisa)와 모이시아 수페리오르 속주의 군단병 '티투스 아우렐리우스 드리기사'(Titus Aurelius Drigissa) 등의 이름에서 자음자가 변형의 형태인 것으로 여겨진다(Drigis(s)a) .[33][36][38] 단어 구성의 마지막에 있는 -gis(s)a는 다키아어 명명 방식에서 흔한 형태이다.[37]
- 네타포루스(Natoporus): 트라키아어[39][40] 또는 다키아어[41][36][42][43]식 이름이다. '나토포르'(Natopor)라는 이름의 병사가 이집트 동부의 몬스 클라우디아누스에서 출토된 몇몇 도편으로 알려져 있다.[42][43] 다키아인 출신 군인과 그의 자녀들인 아들 '나토포리스'(Nattoporis)와 딸 '두키다바'(Duccidava)에 대해서 127년에 마우레타니아 카이사리엔시스에서 발행된 로마의 군 제대 문서가 있기도 하였다.[42][43] -por라고 끝나는 이름 형태는 트라키아어와 다키아어에서 흔한 명명 형태이다.[44][45][46][47] 게르마니아 인페리오르에서 127년에 발행된 제대 문서에는, 다키아 출신 군인의 아버지가 '나투시스'(Natusis)라고 하는데, 이 이름은 어두에 nat-와 어미에  -zi-/-si-로 이뤄졌다.[42][43]
- 피에포루스(Pieporus): 트라키아어[48][49] 또는 다키아어[44][36][47]식 이름이다. -por라고 끝나는 이름 형태는 트라키아어와 다키아어에서 흔한 명명 형태이다.[44][45][46][47]
- 티아투스(Tiatus): 트라키아어[50][51] 또는 다키아어[52][36][53][47]식 이름이다. 티아투스는 다키아인들한테서 전형적이라고 할 수 있는 thia-로 시작하는 이름일 수 있다.[54][55] '티아토'(Tiato)라고 하는 이름이 동부 이집트에 있는 로마 요새인 막시미아논(Maximianon)에서 발견된 한 그림(dipinto)에서 등장한다.[53]
- 지아(Zia) 혹은 지아이스(Ziais): 트라키아어[56][57] 혹은 다키아어[58][36][47]식 명칭이다. 지아는 모이시아 인페리오르에서 확인된 여성형 명칭이다.[57][58][47]

## 민족 언어학적 관계
코스토보키족에 관한 민족학 및 언어학적 관계는 증거물 부족으로 인해 불분명하다. 주류 관점에서는 이들이 로마의 지배에 복속되지 않은 이른바 '자유 다키아인'이라고 하는 부류에 속하는 다키아계 부족이라는 것이다. 하지만 일부 학자들은 이 트라키아족, 사르마티아족, 슬라브족, 게르만족, 켈트족, 혹은 상류층은 켈트족으로 이뤄진 다키아족이라고도 주장한다.

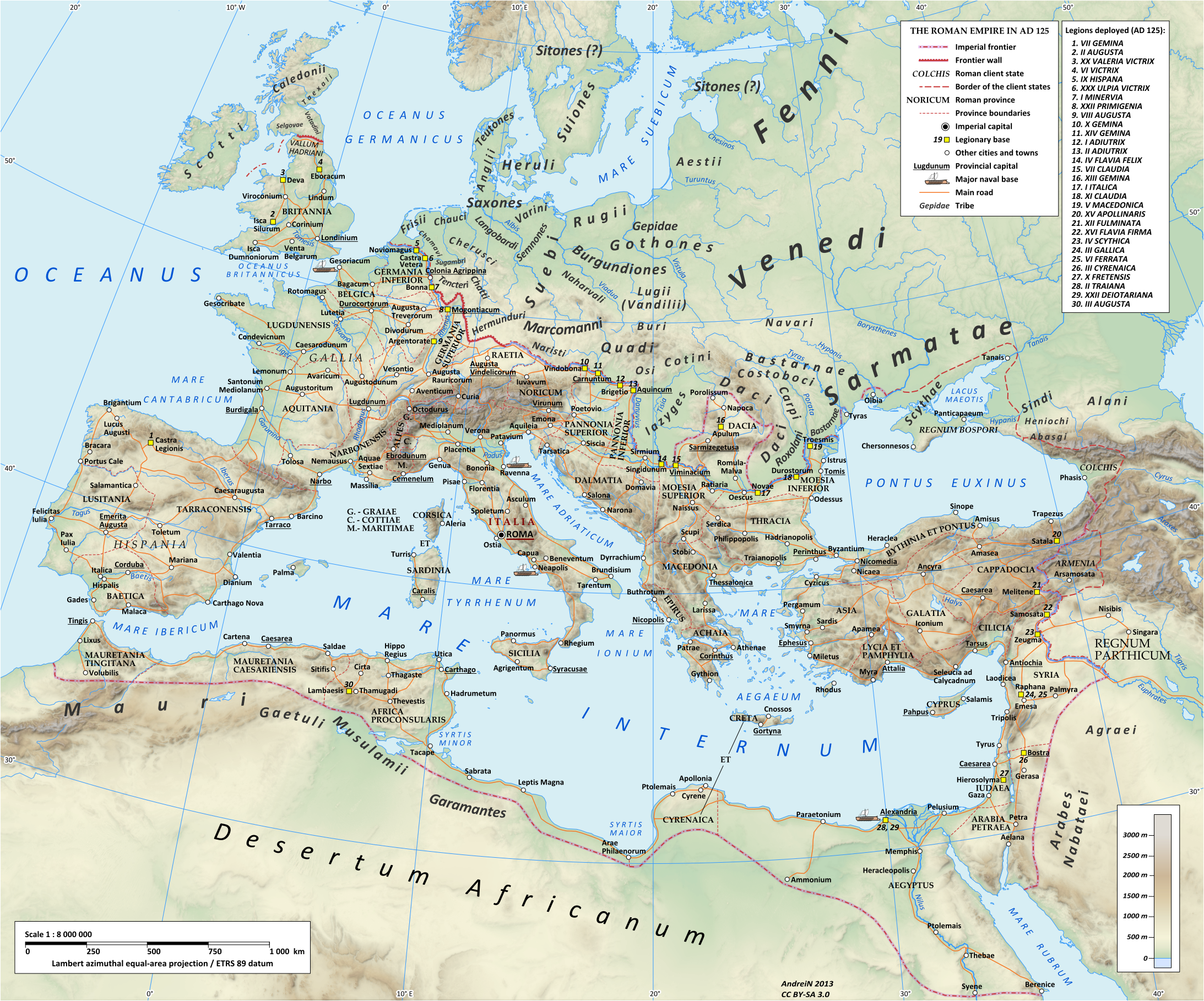
동쪽에 코스토보키족을 나타내고 있는 서기 125년 당시 로마 제국의 지도.

주요 민족 가설들에 대하여 뒷받침하기 위해 제시된 증거들에 대한 요약 사항들:

### 다키아족
1. 명명학: 피에포루스 (2세기 인물)라고 하는 코스토보키족 왕의 가문은 일부 학자들한테 다키아어 기원으로 여겨지는 이름들을 지니고 있다.
2. 포이팅거 지도에서 '다크페토포리아니'(Dacpetoporiani)라고 하는 부분: 해당 부분은 몇몇 학자들한테 '다키아인들의 왕 페토포루스'를 의미하는 '다키 페트포리아니'(Daci Petoporiani)의 음운 탈락으로 해석한다.[48][67][68] Schütte는 페토포루스가 코스토보키족의 왕 피에포루스와 동일하다고 주장한다.[69]
3. 고고학: 지리적 위치를 근거로 하여 코스토보키족은 리피차 문화와 관련된다.[70][71][72] 이 문화의 특징은 도기 방식과 장례 풍습면에서 일부 학자들한테 다키아의 것과 동일하다고 보며,[73][74] 이런 점은 코스토보키족이 민족적으로 다키아 부족이라고는 결론으로 이어지게 한다.[75]
4. 이름 어원: Schütte에 따르면, 코스토보키족의 -bokoi가 또 다른 다키아계 부족인 사보키족(Sabokoi)에서도 등장한다.[76] 하지만, 로저 배티는 리피차 문화는 코스토보키족에 적합하지 않는다고 주장하였는데, 특히나 서기 100-200년 시기 코스토보키족이 현존하는 사료에서 다키아 내 및 그 주변에서 확인되고 이런 사실 훨씬 이전에 이 문화가 기원전 1세기 기간에 사라졌기 때문이다.[27]

### 트라키아족
1. 명명학: 일부 학자들은 피에포루스와 그의 손자들의 이름이 트라키아어 이름이라고 여긴다 (위의 명명학 참조).
2. 고고학: Jazdewski에 따르면, 초기 로마 시대 때 드네스트르강에 있는 리피차 문화의 특징들은 켈트족의 강한 문화적 영향 하에 놓인 트라키아 민족이나 단순히 켈트족의 민족적 특성을 흡수한 트라키아 민족임을 암시한다고 한다.[77]
3. 지아 왕비가 특히나 '다키아인'이라 명시된 바는 피에포로스와 코스토보키족은 다키아족이 아님을 시사하는 것일 수 있다고 한다.

### 켈트족
1. '코스토보키'라는 이름은 일부 학자들에게 켈트어 어원을 띠고 있다고 여겨진다. 특히나, 이들은 크소토보키의 어두 부분을 '오래된' 또는 '삐뚫어진'을 뜻하는 켈트어 어근 coto-의 변형으로 본다 (예시로 같은 카르파티아 지역에 있었던 동부 켈트 부족인 코티니족, 알프스 서부에 거주했던 켈트계 부족 타우리니족의 왕 코티우스 등이 있다. 코스토코키라는 이름에 대하여 플리니우스의 문서 상의 변형 형태는 코토보키였다). 하지만, Faliyeyev는 이 내용이 가능할 수 있다면서도, 켈트어 어원설은 토착어 어원설보다 가능성이 낮다고 주장하였다.[7]
2. 기원전 400–200년 동안, 트란실바니아와 베사라비아에는 라텐 문화 유형의 도기들이 엄청나게 집중되어 있는 것으로 증명되듯이 이 지역 일대에 집약적인 켈트 취락이 있었다.[78] 배티에 따르면 트란실바니아 중부는 켈트 거주 지역이나 통일 왕국이 형성되어 있는 것처럼 보인다.[79] 프톨레마이오스는 트란실바니아에 있었던 부족 타우리스키족, 아나르테스족, 코스토보키족 등 세 개을 언급한다 (서쪽에서 동쪽으로).[80] 먼저 언급한 두 부족은 보통은 학자들한테 켈트족 기원을 한다고 여겨진다.
3. 리피차 문화는 여러 켈트족 특성들을 나타내고 있다.[77][81]

### 스키티아-사르마티아
일부 학자들에 의하면, 코스토보키족은 완전히 정주 집단은 아니고, 스키토-사르마티아 특성의 문화를 기반으로 하는 반유목 집단이라고 한다. 이 가설은 저명한 19세기 독일 고전학자 테오도르 몸젠이 주장한 것이다.
1. 플리니우스의 '박물지'에서 등장한 사르마티아 부족들의 목록 상의 '코토바키'(Cotobacchi, 혹은 코토보키 등 다른 변형 형태들)라고 불린 부족[83]은 일부 학자들한테 코스토보키족을 가리키는 것이라 여겨진다.[12][13][14][15] 하지만, Russu 및 다른 학자들은 코토바키족이 코스토보키족과 연관성이 없는 별개의 집단으로 본다.[16][84]
2. 암미아누스 마르켈리누스가 전한 바에 의하면 (서기 400년경), 폰토스 스텝 북쪽 지역은 '유럽계 알란족, 코스토보카이족, 셀 수 없이 많은 수의 스키타이 부족들'이 산다고 하였다.[85] 일부 학자들에 의하면, 앞서 언급한 지역이 도나우강과 돈강 사이의 스텝 전체이고 앞의 내용은 코스토보카이족을 이란족계 스텝 유목민으로 여긴다는 것이다.[82][12][14][15] 하지만, 다른 학자들은 언급된 지역이 도나우강과 드네스트르강 사이에 해당하는, 훨씬 좁은 곳이라 주장하였다.[9][20]
3. 고대 지리학자들한테서 코스토코키족이 거주했다고 여겨진 지역들  (우크라이나 남서쪽, 몰다비아 북쪽, 베사라비아)의 존재는 리피차처럼 정주 생활을 하는 화장 문화권의 지역들에 서기 1세기에서 2세기로 추정되는 사르마티아 특유의 매장식 묘지 문화가 산재해 있었다.[86]
4. 그리스 엘레우시스의 밀의 종교 성소들에서 발견된 한 금석문은 170/1년의 코스토보키족의 침입 당시에 이 신전이 약탈당한 후 사제들이 새긴 것으로 여겨진다. 이 금석문은 '사르마티아인들의 범죄'를 언급하는데, 일부 학자들은 이것이 코스토보키족이 사르마티아족임을 증명한다고 주장하였다.[87][88] 그러나, 다른 학자들은 사르마티아족들의 이름이 도나우강 하류를 건너온 약탈자들의 포괄적 용어로 쓰였거나,[60][89] 코스토보키족과 사르마티아족의 공동 침략임을 나타내는 것이라 주장한다.[90][91]

## 로마와 분쟁

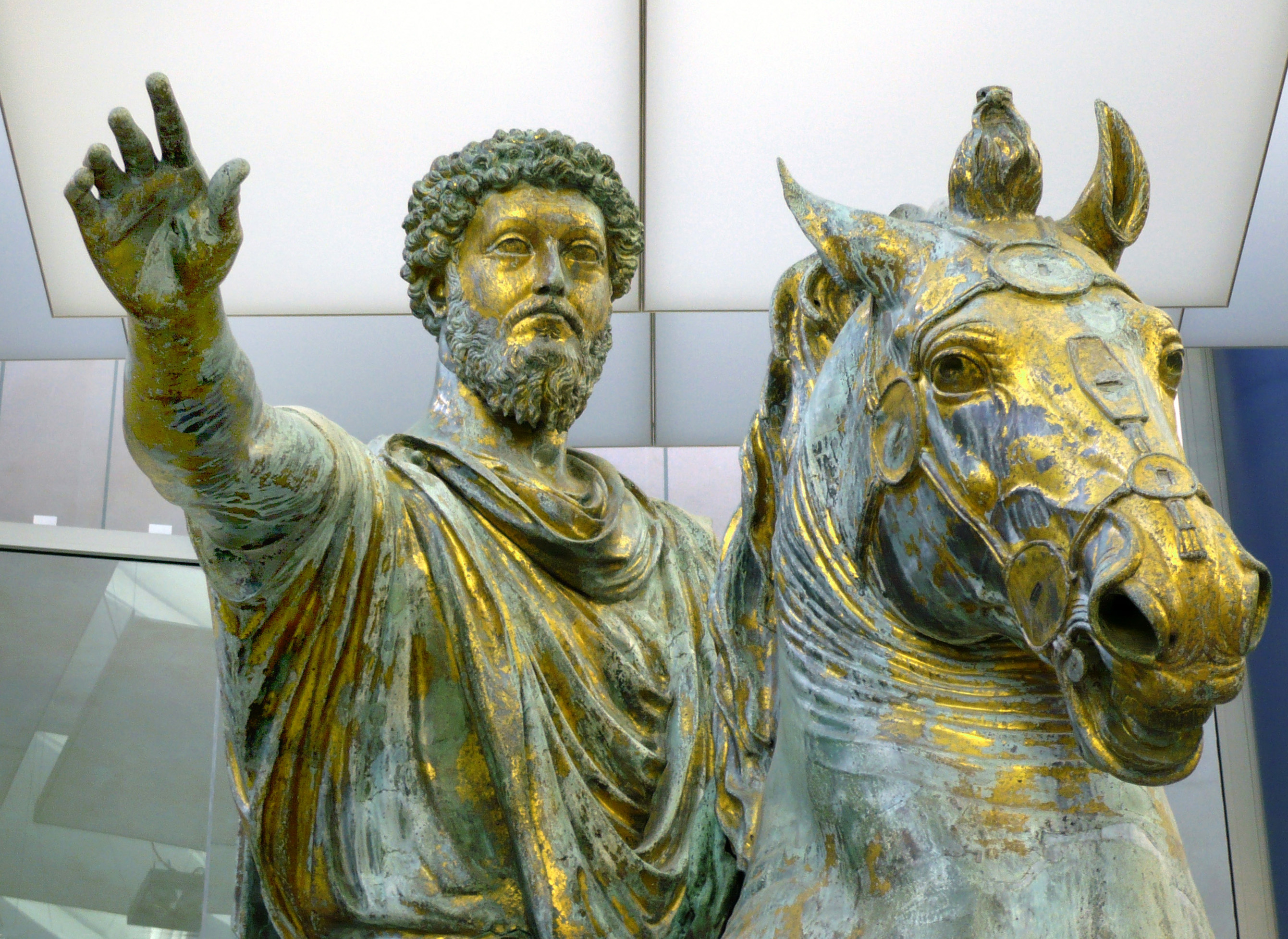
마르쿠스 아우렐리우스 기마상. 북쪽 국경들에 대한 그의 군사 활동을 기념하여 176년이나 177년에 세워졌을 수 있다.

마르쿠스 아우렐리우스 재위 동안, 로마 제국은 도나우강 중부를 따라 있는 마르코만니족, 콰디족 및 다른 부족들을 상대로 방대하고 오랜 기간 지속된 마르코만니 전쟁을 치렀다. 코스토보키족 역시도 어느 시기에 반로마 연합군에 동참했다.

### 170/1년 침략

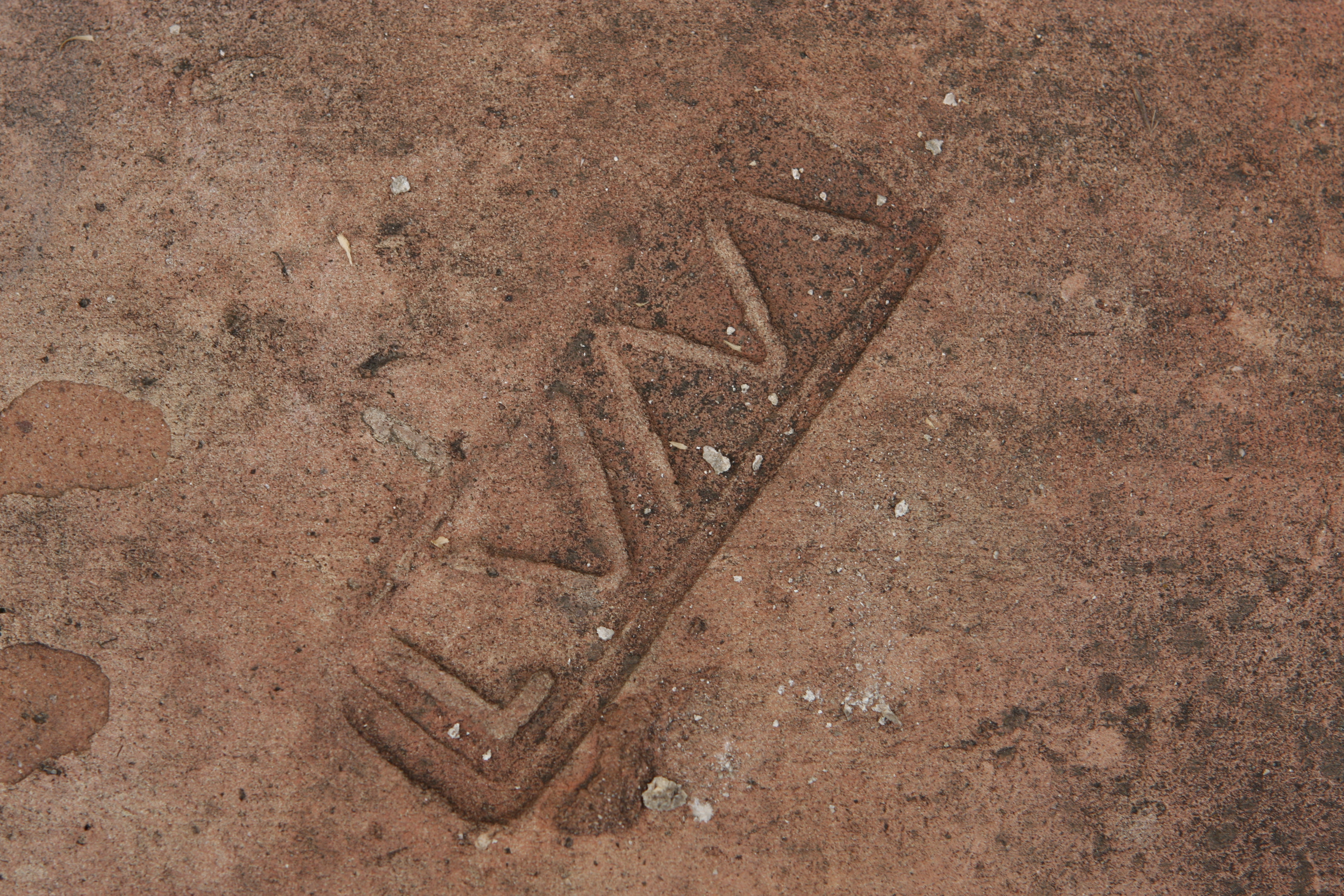
포타이사에서 출토된 마케도니카 제5군단이 표시된 벽돌

서기 167년에 파르티아 전쟁에서 복귀한 로마 군단 마케도니카 제5군단은 마르코만니족의 다키아 속주 공격을 막기 위해 군단 기지를 모이시아 인페리오르의 트로이스미스에서 다키아 포롤리센시스의 포타이사로 이동시켰다. 모이시아 인페리오르의 다른 보조군 부대들은 약화된 도나우강 하류쪽 방어 시설을 내버려두고 도나우강 중부의 군사 활동에 참전하였다. 170년 혹은 171년에 기회를 포착한, 코스토보키족은 로마 영토를 공격하였다. 거의 저항 없이, 이들은 모이시아 인페리오르, 모이시아 수페리오르, 마케도니아, 아카이아 등 속주들을 휩쓸고 약탈하였다.

#### 발칸반도 북부
도나우강을 넘어온, 코스토보키족은 히스트리아 지역에 불을 질러 무너트렸고, 방치된 상태로 남게 되었다. 이들의 공격은 칼라티스에도 영향을 미쳤고 도시의 성벽 정비가 필요하게 되었다. 모이시아 인페리오르의 트로파이움 트라이아니에서 발견된 비문 2개는 이 공격 중에 전사한 로마인들인 데쿠이론이자 둠비르인 루키우스 푸피디우스 율리아누스, 코모주스의 아들 다이주스 등에 찬사를 보내고 있다. 이탈리카 제1군단과 마케도니카 제5군단 등의 분견대들로 만들어진 벡실라티오 한 부대가 이 시기 트로파이움에 추정상 이 공격을 막기 위해 배치되어 있었다. 그 뒤에 약탈자들은 서쪽으로 이동해 다르다니아에 다다랐다. 모이시아 수페리오르의 스쿠피에서 출토된 묘석은 로마의 보조군 소속 코호르트의 제2 아우렐리아 다르다노룸 부대 소속 데쿠리온인 티모니우스 다수스에게 헌정된 것으로, 그는 코스토보키족과 교전 중 전사했다. 코스토보키족의 공세는 마케도니아를 통해 그리스 방향인 남쪽으로 이어졌다.

### 그리스
중부 그리스의 도시 엘라테이아에 대한 묘사 중에, 동시대 여행 작가 파우사니아스는 코스토보키족에 대한 지역의 저항과 관련한 사건 하나를 언급하였다:
코스토보키족이라 불리는, 도적때로 된 군대가 내가 그리스에 있던 시절에 이곳으로 넘어와 다른 도시들 중 엘라테이아에 찾아왔다. 그래서 므네시불루스(Mnesibulus)라는 자가 그의 주위로 사람들을 모았고 수 많은 야만인들에게 칼을 꽃았으나, 전투 중에 쓰러지고 말았다. 이 므네시불루스는 달리기로 몇 차례 상을 수상했었는데, 그 중에는 235회 고대 올림픽에서 맨발로 달리기, 방패를 갖고 1 스타티온을 뛰기 등으로 우승했었다. 엘라테이아에 있는 주자들의 거리에 므네시불루스의 청동상이 서 있었다.

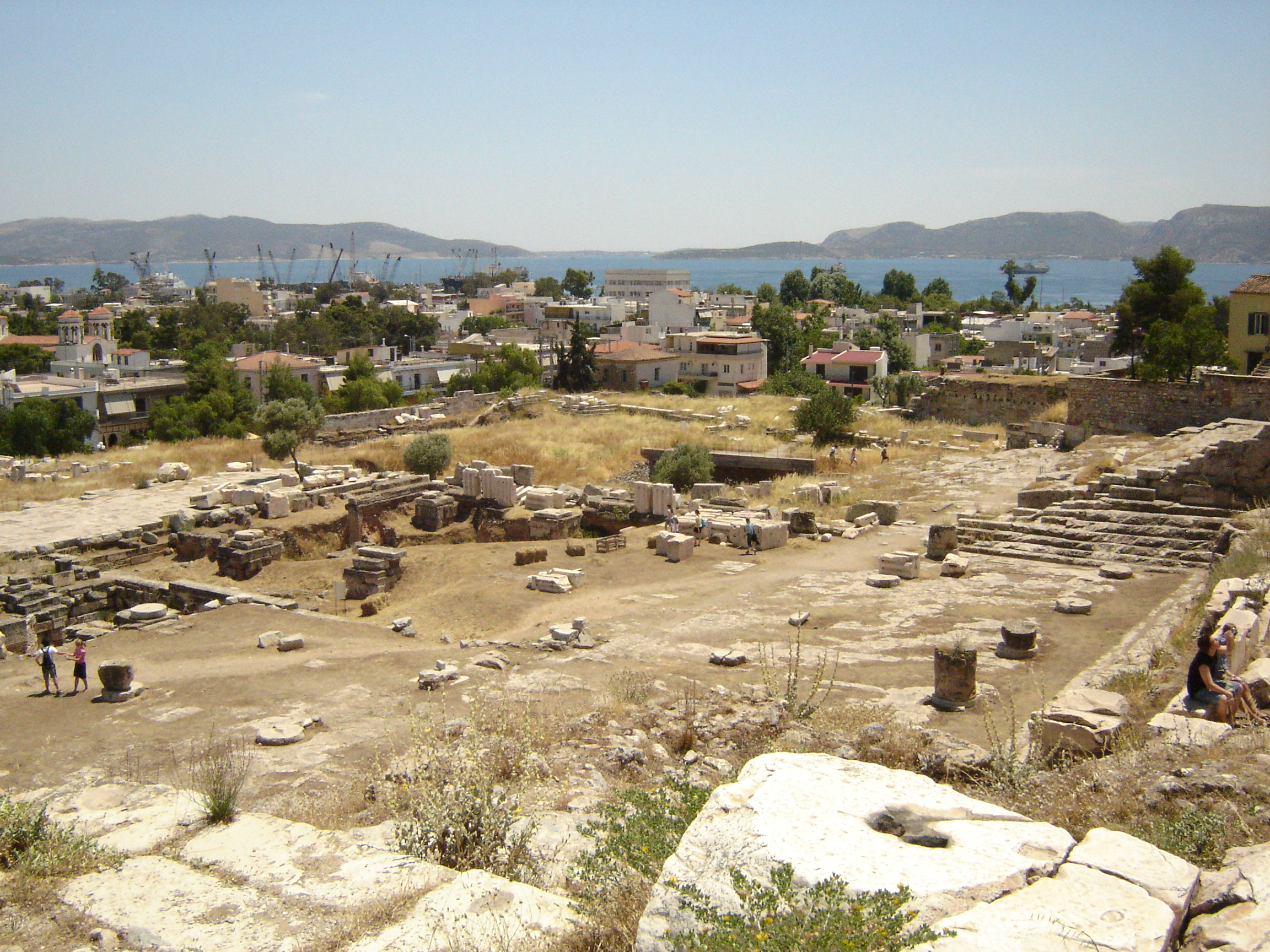
엘레우시스의 유적. 사로니코스만에서 본 발굴지.

이후에, 야만족들은 아테네에 도달하여 그 유명한 엘레우시스의 밀의종교 신전을 약탈하였다. 171년 5월 혹은 6월에, 연설가 아일리우스 아리스티데스는 스미르나에서 대중 연설을 하면서, 최근 성지에 가해진 피해에 대해 통탄하였다. 이 지역의 금석문 세 개가 이 피해에서 밀의종교의 비밀을 지켜낸 한 사제를 칭송하고 있다.
침략군의 힘이 대부분 소모되었음에도, 각 지역별 저항은 충분치 못 했고 프로쿠라토르 루키우스 율리우스 베힐리우스 그라투스 율리아누스가 침략군의 잔당을 소탕하기 위해 벡실라티오 한 부대를 이끌고 그리스로 파견되었다. 이에 따라 코스토보키족은 제압되었다.

#### 다키아
같은 시기에 코스토보키족은 다키아를 공격했을 수도 있다. 다키아에 배치되어 있던 코호르스 출신의 병사 한 명이 유피테르 돌리케누스에게 헌정한 청동 손이 서부 우크라이나의 츠호르트키우 라이온에서 발견되었다. 이 유물이 코스토보키의 약탈에서 비롯된 것이라는 주장이 있다. 일부 학자들은 피에포루스 왕의 일가가 로마에서 인질로 보내진 격동의 시기의 당시 것이라 주장하기도 하였다.

### 반달족의 출현
서기 170년 직후에, 반달족계 아스팅기족의 왕들인 라우스와 랍투스가 로마령 다키아 북쪽 경계에 도달했고 로마인들에게 보조금과 토지를 대가로 동맹을 맺을 것을 제안하였다. 다키아 총독이던 섹스투스 코르넬리우스 클레멘스는 이 제안을 거부하고, 대신에 그는 골칫거리던 코스토보키족을 공격할 것을 부추기는 한편, 이들의 부녀자들과 아이들을 보호를 제공해주었다. 아스팅기족은 코스토코키족의 영토를 차지했으나 얼마 안 있어 또 다른 반달족계 부족 라크링기족에게 공격을 받았다. 아스팅기족과 라크링기족은 결국에 로마의 동맹이 되었고, 로마인들이 마르코만니 전쟁 중 도나우 중부 지역에 집중하게끔 해주었다. 학자들은 코스토보키족의 나머지가 반달족에 복속되었거나 인접한 카르피족의 영토 혹은  로마의 다키아 속주로 달아나 터전을 잡았다고 하는 등 다양한 의견 제시를 하고 있다.

## 같이 보기
- 로마령 다키아
- 자유 다키아인
- 마르코만니 전쟁

## 참고 문헌
- 《AE: L'Année épigraphique》, 1998
- Alföldi, Andreas (1944). 《Zu den Schicksalen Siebenbürgens im Altertum》. Budapest.
- Aricescu, Andrei (1980). 《The army in Roman Dobrudja》.
- Basotova, Maja (2007). “A new veteran of the legion VII Claudia from the colonia Flavia Scupi”. 《Arheološki Vestnik》 58: 405–409.
- Batty, Roger (2008). 《Rome and the Nomads: the Pontic-Danubian region in Antiquity》.
- Bichir, Gheorghe (1976). 《History and Archaeology of the Carpi from the 2nd to the 4th centuries AD》. BAR Series 16 i.
- Bichir, Gheorghe (1980). “Dacii liberi în secolele II - IV e.n.”. 《Revista de Istorie》 33 (3): 443–468.
- Birley, Anthony R. (2000) [1987]. 《Marcus Aurelius: A Biography》 2판. Routledge.
- Chirică, Eduard (1993). “Une invasion "barbare" dans la Grèce Centrale au temps de Marc-Aurèle”. 《Thraco-Dacica》 14: 157–158.
- Clinton, Kevin (2005). 《Eleusis, The Inscriptions on Stone: Documents of the Sanctuary of the Two Goddesses and Public Documents of the Deme》 1.
- Colledge, Malcolm A. R. (2000). 〈Art and architecture〉. 《Cambridge Ancient History》 XI 2판. 966–983쪽.
- Cortés, Juan Manuel (1995). “La datación de la expedición de los Costobocos: la subscripción de XXII K de Elio Arístides”. 《Habis》 25: 187–193.
- Croitoru, Costin (2009). “Despre organizarea limes-ului la Dunărea de Jos. Note de lectură (V)”. 《Istros》 XV: 385–430.
- Dana, Dan (2003). “Les daces dans les ostraca du désert oriental de l'Égypte. Morphologie des noms daces”. 《Zeitschrift für Papyrologie und Epigraphik》 143: 166–186.
- Dana, Dan (2006). “The Historical Names of the Dacians and Their Memory: New Documents and a Preliminary Outlook”. 《Studia Universitatis Babes-Bolyai - Historia》 (1): 99–127.
- Duridanov, Ivan (1995). 〈Thrakische und dakische Namen〉. 《Namenforschung. Ein Internationales Handbuch zur Onomastik》 1. Berlin-New York: De Gruyter. 820–840쪽.
- Den Boeft, Jan; Drijvers, Jan Willem; Den Hengst, Daniel; Teitler, Hans C. (1995). 《Philological and Historical Commentaries on Ammianus Marcellinus》 XXII. Groningen.
- Dessau, Hermann (1892). 《Inscriptiones Latinae Selectae》 1. Berlin.
- Detschew, Dimiter (1957). 《Die thrakischen Sprachreste》. Vienna.
- Faliyeyev, Alexander (2007). 《Celtic Dacia》.
- Frazer, James George (1898). 《Pausanias's Description of Greece》 5.
- Georgiev, Vladimir (1977). 《Trakite i technijat ezik/Les Thraces et leur langue》 [The Thracians and their language] (불가리아어, 프랑스어). Sofia, Bulgaria: Izdatelstvo na Bălgarskata Akademija na naukite.
- Georgiev, Vladimir (1983). 〈Thrakische und Dakische Namenkunde〉. 《Aufstieg und Niedergang der Römischen Welt》. II.29.2. Berlin, New York. 1195–1213쪽.
- Heather, Peter (2010). 《Empires and Barbarians: The Fall of Rome and the Birth of Europe》. Oxford University Press.
- Jazdewski, Konrad (1948). 《Atlas to the prehistory of the Slavs: Issue 2, Part 1》. Lodz Towarzystwo Naukowe.
- Johnson, Diane (2011). 〈Libanius' Monody for Daphne (Oration 60) and the Eleusinios Logos of Aelius Aristides〉.   Schmidt, Thomas; Fleury, Pascale. 《Perceptions of the Second Sophistic and its times》. 199–214쪽.
- Jones, William Henry Samuel (1935). 《Pausanias Description of Greece, Books VIII.22-X》. Harvard University Press.
- Kazanski, Michel; Sharov, Oleg; Shchukin, Mark B. (2006) [2006]. 《Des Goths Aux Huns: Archaeological Studies on Late Antiquity and Early Medieval Europe (400-1000 A.D.): Le Nord de la Mer Noire au Bas-Empire et à l'Époque des Grandes Migrations》. British Archaeological Reports. ISBN 978-1-84171-756-2.
- Kłodziński, Karol (2010). “Equestrian cursus honorum basing on the careers of two prominent officers of the Emperor Marcus Aurelius”. 《In Tempore》 4: 1–15.
- Kolendo, Jerzy (1978). “Un Romain d'Afrique élevé dans le pays de Costoboces: à propos de CIL VIII 14667”. 《Acta Musei Napocensis》 15: 125–130.
- Kovács, Péter (2009). 《Marcus Aurelius' rain miracle and the Marcomannic wars》. Brill.
- Kropotkin, Vladislav V. (1977). 〈Denkmäler der Przeworsk-Kultur in der Westukraine und ihre Beziehungen zur Lipica- und Cernjachov-Kultur〉.   Chropovský, Bohuslav. 《Symposium. Ausklang der Latène-Zivilisation und Anfänge der germanischen Besiedlung im mittleren Donaugebiet》. Bratislava. 173–200쪽.
- Macrea, Mihail (1970). 〈Les Daces libres à l'époque romaine〉.   Filip, Jan. 《Actes du VIIe Congrés International des Sciences Prehistoriques et Protohistoriques, Prague 21-27 août 1966》 2. 1038–1041쪽.
- Mateescu, George G. (1923). “I Traci nelle epigrafi di Roma”. 《Ephemeris Dacoromana》 (Rome) I: 57–290.
- Matei-Popescu, Florian (2003–2005). “Note epigrafice”. 《SCIVA》 I (54–56): 303–312.
- Merrills, Andrew H.; Miles, Richard (2010), 《The Vandals》, Wiley-Blackwell
- Maenchen-Helfen, Otto J. (1973). 《The world of the Huns: studies in their history and culture edited by Max Knight》. Berkeley: University of California Press. ISBN 0-520-01596-7.
- Mikołajczyk, Andrzej (1984). “The Transcarpathian finds of Geto-Dacian coins”. 《Archaeologia Polona》 23: 49–66.
- Marquand, Allan (1895년 10월 1일). “Archæological News”. 《The American Journal of Archaeology and of the History of the Fine Arts》 10 (4): 507–586. doi:10.2307/496570. JSTOR 496570.
- Müllenhoff, Karl (1887). 《Deutsche altertumskunde》 2. Berlin.
- Mommsen, Theodor (1996) [1885/6]. 《A History of Rome under the Emperors》.
- Muratori, Lodovico Antonio (1740). 《Novus Thesaurus Veterum Inscriptionum》 2. Milan.
- Musset, Lucien (1994) [1965]. 《Les invasions: les vagues germaniques》 3판. Paris: Presses universitaires de France.
- Nandris, John (1976). 〈The Dacian Iron Age: A comment in a European Context〉. 《Festschrift für Richard Pittioni zum siebzigsten Geburtstag》 I. Wien. 723–736쪽. ISBN 978-3-7005-4420-3.
- Opreanu, C. (1997). 〈Roman Dacia and its barbarian neighbours. Economic and diplomatic relations〉. 《Roman frontier studies 1995: proceedings of the XVIth International Congress of Roman Frontier Studies》. 247–252쪽.
- Opreanu, C. (1994). “Neamurile barbare de la frontierele Daciei Romane si relatiile lor politico-diplomatice cu Imperiul”. 《Ephemeris Napocensis, EPH IV – 14》 (Institutul de Arheologie şi Istoria Artei Cluj). ISSN 1220-5249.
- Ormerod, Henry Arderne (1997) [1924]. 《Piracy in the ancient world: an essay in Mediterranean history》.
- Parker, Henry Michael Deane (1958) [1935]. 《A history of the Roman world from AD 138 to 337》. London: Methuen.
- Petersen, Leiva; Wachtel, Klaus (1998). 《Prosopographia Imperii Romani. Saec. I, II, III.》 VI. Berlin-New York: De Gruyter.
- Petolescu, Constantin C. (2007). “Cronica epigrafică a României (XXVI, 2006)”. 《SCIVA》 58 (3–4): 365–388.
- von Premerstein, Anton (1912). “Untersuchungen zur Geschichte des Kaisers Marcus”. 《Klio》 12 (12): 139–178. doi:10.1524/klio.1912.12.12.139. S2CID 202163312.
- Robertson Brown, Amelia (2011). 〈Banditry or Catastrophe? History, Archaeology, and Barbarian Raids on Roman Greece〉.   Mathisen, Ralph W.; Shanzer, Danuta. 《Romans, barbarians, and the transformation of the Roman world》. 79–95쪽.
- Russu, Ion Iosif (1959). “Les Costoboces”. 《Dacia》 NS 3: 341–352.
- Russu, Ion Iosif (1969). 《"Die Sprache der Thrako-Daker" ('Thraco-Dacian language')》. Editura Stiintifica.
- Scheidel, Walter (1990). “Probleme der Datierung des Costoboceneinfalls im Balkanraum unter Marcus Aurelius”. 《Historia》 39: 493–498.
- Schuddeboom, Feyo L. (2009). 《Greek Religious Terminology - Telete & Orgia》. Brill.
- Schütte, Gudmund (1917). 《Ptolemy's maps of northern Europe: a reconstruction of the prototypes》. Copenhagen.
- Shchukin, Mark B. (1989). 《Rome and the Barbarians in Central and Eastern Europe: 1st century B.C.-1st century A.D.》.
- Sulimirski, Tadeusz (1972). 〈The Thracians in the North Carpathians and the Problem of the Walachians (Vlachs)〉. 《Polska Akademia Nauk. Oddział w Krakowie, Polska Akademia Nauk. Oddział w Krakowie. Komisja Archeologiczna》. 12-14. Państwowe Wydawn. Naukowe.
- Talbert, Richard J. A. (2000). 《Barrington Atlas of the Greek and Roman World》.
- Tocilescu, Grigore G. (1903). “Câteva monumente epigrafice descoperite în România”. 《Revista pentru istorie, archeologie şi filologie》 9 (1): 3–83.
- Tomaschek, Wilhelm (1980a) [1893]. 《Die alten Thraker》 I 2판. Vienna.
- Tomaschek, Wilhelm (1980b) [1894]. 《Die alten Thraker》 II.2 2판. Vienna.
- Twist, Clint (2001).  Raftery, Barry, 편집. 《Philip's Atlas of the Celts》. London: George Philip. ISBN 978-0-5400-7880-6.